# Municipio de Ixtlahuaca
El municipio de Ixtlahuaca es uno de los 125 municipios del estado de México. Considerada como "La puerta al norte" de esta entidad federativa mexicana, tiene comunidades principalmente urbanas y suburbanas, así como rurales a los alrededores. Tiene una superficie de 33.71 km² y su cabecera municipal es la ciudad de Ixtlahuaca de Rayón, uno de los principales centros de comercio de la región norte del Estado de México. 
Este municipio fue cuna de diversos personajes ilustres e importantes, como el general Manuel Mondragón, militar mexicano, artillero egresado y profesor del Colegio Militar en 1880, quien diseñó un cañón de 70 mm, una carabina y el llamado Fusil Mondragón, utilizado en muchas guerras y ejércitos alrededor del mundo. También es originario de Ixtlahuaca José Donaciano Morales y Mier Altamirano (1850-1929), químico, farmacéutico y profesor mexicano reconocido por sus aportaciones en la materia a nivel internacional. Este municipio también es conocido por poseer la Hacienda "La Purísima", cuyo dueño fue  el actor y comediante Mario Moreno "Cantinflas". 
Ixtlahuaca ha sido lugar de sucesos históricos como La Batalla de Ixtlahuaca, episodio de la guerra mexicana de Reforma, entre fuerzas del ejército liberal y del ejército conservador, que tuvo lugar el 18 de septiembre de 1858 en este municipio. También, se puede mencionar el fusilamiento de Francisco López Rayón a principios de 1815, entre otros. El municipio limita, al norte con: San Felipe del Progreso y Jocotitlán; al sur, con Temoaya y Almoloya de Juárez; al este, con Jocotitlán, Jiquipilco y Temoaya; y, al oeste, con Almoloya de Juárez y San Felipe del Progreso. Según el censo del 2010, tiene una población total de 153.184 habitantes.

## Geografía

### Ubicación
El municipio de Ixtlahuaca se localiza en la parte norte del estado en la región Otomi del estado, a una altitud promedio de 2.540 metros sobre el nivel del mar. Limita al norte con el municipio de Jocotitlán, al sur con el municipio de Almoloya de Juárez, al noreste con el municipio de Jiquipilco y al poniente con el municipio de San Felipe del Progreso. Su distancia aproximada a la capital del estado es de 30 kilómetros.
Las principales comunidades de ixtlahuaca  por número de habitantes e históricamente son:
- San Pedro de los baños
- La Concepción de los baños
- San Bartolo del llano
- Santo Domingo de Guzmán
- San Lorenzo Toxico
- San Jerónimo Ixtapantongo
- San Juan de las Manzanas
- Santa María del llano